# Ricardo Costa (futebolista)
Ricardo Miguel Moreira da Costa, (Vila Nova de Gaia, 16 de maio de 1981), é um futebolista profissional português futebolista que atualmente joga no Boavista Futebol Clube. Principalmente um defesa central, pode ocasionalmente jogar como lateral ou até mesmo trinco.

## Carreira
Internacional A português desde 2005, Costa representou Portugal em três Copas do Mundo e no Euro 2012.